# Iževsk
Iževsk (rusky Ижевск, udmurtsky Ижкар Ižkar) je město na východě evropské části Ruské federace. Leží zhruba v poloviční vzdálenosti mezi Volhou a Uralem na řece Iž, asi 270 km severovýchodně od Kazaně. Je hlavním městem Udmurtské republiky a významným střediskem strojírenského, zvláště zbrojního průmyslu. Žije zde přibližně 619 tisíc obyvatel. Mezi lety 1985 a 1987 neslo město název Ustinov.

## Historie

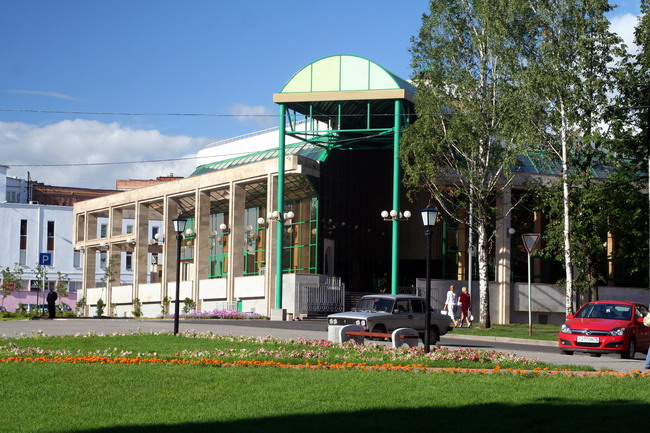
Muzeum

Město založil roku 1760 hrabě Pjotr Šuvalov jako hutnický a zbrojní závod pod názvem Iževskij Zavod (Ижевский Завод). 9. listopadu (27. října podle juliánského kalendáře) 1917 zde získali moc rudí. Místní sovět 21. února 1918 prohlásil Iževskij Zavod městem a přejmenoval ho na Iževsk. Od 10. června 1921 byl Iževsk střediskem Votské AO a od 28. prosince 1934 hlavní město Udmurtské ASSR, dnešní Udmurtské republiky. Za druhé světové války se v Iževsku vyrobilo na 12,5 milionu kusů střelných zbraní. Právě zde Michail Kalašnikov v roce 1948 vyrobil slavnou útočnou pušku AK-47 (Kalašnikov žil až do své smrti v Iževsku a byl čestným občanem města). Od 27. prosince 1984 do 19. června 1987 bylo město nakrátko přejmenováno na Ustinov – na počest zesnulého Dmitrije Ustinova, dlouholetého ministra zbrojního průmyslu a obrany SSSR. Na žádosti občanů však byl Iževsku ještě před pádem sovětského komunismu vrácen jeho původní název.
Dne 26. září 2022 došlo ve městě k masové střelbě na jedné z mistních základních škol, která si vyžádala 17 mrtvých a 24 zraněných.

## Průmysl a instituce
Iževsk má dlouhou tradici ve výrobě zbraní, hlavně loveckých a raket. Vyrábí se tu ale také automobily (značky IŽ (ИЖ)), motocykly Iž a hutní výrobky. Ve městě se nacházejí 4 univerzity.

## Partnerská města
- Tatabánya, Maďarsko (1992)
- Jambol, Bulharsko (1999)
- Si-ning, Čína (2002)
- Będzin, Polsko (2004)
- Córdoba, Argentina (2006)
- Maracay, Venezuela (2006)
- Tula, Rusko
- Čusovoj, Rusko
- Salt Lake City, Spojené státy americké